# Jardín (Antioquia)
Pour les articles homonymes, voir Jardin (homonymie).
Jardín est une municipalité située dans le département d'Antioquia, en Colombie.